# Darinka Forti
Darinka Forti (ur. 23 października 1948 – Lublana) – urodzona w Słowenii włoska brydżystka, European Master oraz European Champion w kategorii Women (EBL).

## Wyniki brydżowe

### Zawody światowe
W światowych zawodach zdobyła następujące lokaty:
| Mistrzostwa Świata. Konkurencja teamów | Mistrzostwa Świata. Konkurencja teamów | Mistrzostwa Świata. Konkurencja teamów | Mistrzostwa Świata. Konkurencja teamów | Mistrzostwa Świata. Konkurencja teamów | Mistrzostwa Świata. Konkurencja teamów |
| Rok                                    | Miejsce                                | Zawody                                 | Kategoria                              | Drużyna                                | Pozycja                                |
| -------------------------------------- | -------------------------------------- | -------------------------------------- | -------------------------------------- | -------------------------------------- | -------------------------------------- |
| 2006                                   | Werona                                 | 12. Mistrzostwa Świata                 | Kobiety                                | Viaggi e Sapori                        | 17                                     |

| Mistrzostwa Świata. Konkurencja par | Mistrzostwa Świata. Konkurencja par | Mistrzostwa Świata. Konkurencja par | Mistrzostwa Świata. Konkurencja par | Mistrzostwa Świata. Konkurencja par | Mistrzostwa Świata. Konkurencja par |
| Rok                                 | Miejsce                             | Zawody                              | Kategoria                           | Partner                             | Pozycja                             |
| ----------------------------------- | ----------------------------------- | ----------------------------------- | ----------------------------------- | ----------------------------------- | ----------------------------------- |
| 2006                                | Werona                              | 12. Mistrzostwa Świata              | Kobiety                             | Monica Buratti                      | 51                                  |

### Zawody europejskie
W europejskich zawodach zdobyła następujące lokaty:
| Zawody europejskie. Konkurencja teamów | Zawody europejskie. Konkurencja teamów | Zawody europejskie. Konkurencja teamów | Zawody europejskie. Konkurencja teamów | Zawody europejskie. Konkurencja teamów | Zawody europejskie. Konkurencja teamów |
| Rok                                    | Miejsce                                | Zawody                                 | Kategoria                              | Drużyna                                | Pozycja                                |
| -------------------------------------- | -------------------------------------- | -------------------------------------- | -------------------------------------- | -------------------------------------- | -------------------------------------- |
| 2005                                   | Teneryfa                               | 2. Otwarte Mistrzostwa Europy          | Kobiety                                | Italy                                  | 15                                     |
| 2004                                   | Malmö                                  | 47. Mistrzostwa Europy Teamów          | Kobiety                                | Italy                                  | 12                                     |
| 2003                                   | Mentona                                | 1. Otwarte Mistrzostwa Europy          | Kobiety                                | Figb Mosca                             | 1                                      |

| Zawody europejskie. Konkurencja par | Zawody europejskie. Konkurencja par | Zawody europejskie. Konkurencja par | Zawody europejskie. Konkurencja par | Zawody europejskie. Konkurencja par | Zawody europejskie. Konkurencja par |
| Rok                                 | Miejsce                             | Zawody                              | Kategoria                           | Partner                             | Pozycja                             |
| ----------------------------------- | ----------------------------------- | ----------------------------------- | ----------------------------------- | ----------------------------------- | ----------------------------------- |
| 2005                                | Teneryfa                            | 2. Otwarte Mistrzostwa Europy       | Kobiety                             | Monica Buratti                      | 49                                  |
| 2005                                | Teneryfa                            | 2. Otwarte Mistrzostwa Europy       | Open                                | Leonardo Cima                       | 94                                  |
| 2003                                | Mentona                             | 1. Otwarte Mistrzostwa Europy       | Kobiety                             | Monica Buratti                      | 4                                   |
| 2001                                | Teneryfa                            | 45. Mistrzostwa Europy Teamów       | Kobiety                             | Monica Buratti                      | 9                                   |
| 2000                                | Bellaria                            | 6. Mistrzostwa Europy Mikstów       | Mikst                               | Paolo Forti                         | 457                                 |
| 1999                                | Malta                               | 44. Mistrzostwa Europy Teamów       | Kobiety                             | Monica Buratti                      | 4                                   |
| 1997                                | Montecatini                         | 6. Mistrzostwa Europy Par Kobiet    | Kobiety                             | Monica Buratti                      | 23                                  |
| 1996                                | Monte Carlo                         | 4. Mistrzostwa Europy Mikstów       | Mikst                               | Alessan Caccamo                     | 55                                  |
| 1994                                | Barcelona                           | 3. Mistrzostwa Europy Mikstów       | Miksty                              | Paolo Forti                         | 126                                 |
| 1993                                | Mentona                             | 4. Mistrzostwa Europy Kobiet        | Kobiety                             | Andrea Ciombi                       | 116                                 |

## Klasyfikacja
- Monica Buratti – klasyfikacja WBF (ang.)
- Monica Buratti – klasyfikacja EBL (ang.)